# Maurizio Malvestiti
Maurizio Malvestiti, italijanski škof, * 25. avgust 1953, Marne.

## Življenjepis
11. junija 1977 je prejel duhovniško posvečenje. Dne 26. avgusta 2014 ga je papež Frančišek imenoval za škofa Škofije Lodi. V škofa ga je 11. oktobra istega leta v Baziliki sv. Petra v Vatikanu posvetil kardinal Leonardo Sandri. Slovesno ustoličenje (intronizacija) je bila v Stolnici Marijinega vnebovzetja in sv. Basiana v Lodiju 26. oktobra 2014.

## Galerija
- maronitski patriarh Bechara Boutros al-Rahi blagoslavlja Maurizia Malvestitija med škofovsko posvetitvijo. Za njima kardinala Leonardo Sandri in Gerhard Ludwig Müller.
- Ustoličenje škofa Malvestitija 26. oktobra 2014
- Malvestiti polaga škofovsko čepico na glavo Egidija Miragolija, pravkar izvoljenega škofa Mondovìja, 29. september 2017